# ࢶ
ࢶ حرف من الحروف الإضافية في الأبجدية العربية. يضاف هذا الحرف إلى الأبجدية العربية لترجمة بعض الأحرف الأجنبية ترجمة صوتية. يستعمل في اللهجة البراونية لتمثيل [m͡b]